# Yamaha FJR1300
A Yamaha FJR1300 és FJR1300AE/AS a Yamaha Motor Company által gyártott sportmotorkerékpárok. Az 1298 köbcentiméteres, négyhengeres motorral szerelt modelleknél a kuplung és a sebességváltó tér el: az AE/AS kuplungja és sebességváltója a YCC-S rendszerrel elektromosan szabályozott, és a hagyományos FJR típushoz hasonló.

## Története
Az FJR1300-at 2001-ben a Yamaha kezdte el gyártani először csak az európai piacra. 2002-ben kezdték el árusítani Észak-Amerikában is.
2003-ban megjelent az ABS fékrendszerrel szerelt változat is az FJR1300A, és kisebb módosításokat végeztek a motoron: módosítottak az első szélvédőn, módosítottak a visszapillantó tükrök felfogatásán, a karosszériára integrálták az első indexlámpákat, ezzel javítva a légellenállást, egy egy literes tároló rekeszt hoztak létre és megnövelték az első féktárcsák átmérőjét 298mm-ről 320mm-re.
2006-ban nagyobb modellfrissítést hajtottak végre, megjelent az FJR1300AS, az automata kuplungos modell. A motoron változtattak a karosszérián, hatékonyabb hőelvezetést alakítottak ki, az ABS verzión bevezették a kombinált fékrendszert, ami az alapmodell része lett, illetve az oldalsó dobozok is az alapmodell részei lettek. Módosították az első szélvédőt, nagyobb tartományban lett mozgatható, és a károsanyag-kibocsátás az EU3-as szabványnak is megfelelő lett. Hosszabb végátételt kapott, így utazó sebességnél alacsonyabb fordulatszámon forog a motor. Hosszabb hátsó lengőkart kapott, ezzel javítva a nagy sebességű egyenesfutást, a műszerfalon most már látható az aktuális sebességfokozat is, állítható magasságú lett a vezetőülés és a kormány távolság és szög, hajlított vízhűtőt kapott a jobb hűtés érdekében, könnyebb lett a fényszórómagasság állítása, és a tükrök parkoláshoz behajthatóak lettek.
2009-ben az FJR1300A alapverzió könnyebben használható kuplungot kapott, és az FJR1300AS új vezérlő programot kapott, ami javította a városban való elindulást/megállást.
2013-ban újabb nagyobb modell frissítést végeztek a modellen, sok elektronikus segédeszközt vezettek be, úgymint az YCC-T ami az elektronikus gázmarkolatot jelenti, a Yamaha D-Mode funkciónál egy kapcsoló segítségével megváltoztatható a motor karakterisztikája, kapott sebességtartó automatikát, menetstabilizáló elektronikát és új digitális műszerfalat.

## Felépítése

### Motor
Az FJR1300 egy 1298 cc-is soros, 4 hengeres, DOHC vezérlésű, négyütemű, vízhűtéses motort használ keresztbe építve.

### Erőátvitel
A tervezők elképzelését szem előtt tartva 2001 óta 5 sebességes váltót használ a motor, mivel kellően nyomatékos a blokk, ezért nem tartották szükségesnek több sebességes, nehezebb és zajosabb váltott beépíteni.
Az FJR1300-hoz a 2006-os modellfrissítéstől kezdve rendelhető egy 5 sebességes automata kuplungos váltó, amit Yamaha YCC-S-nek neveznek, (Yamaha Chip Controlled-Shift). Ezt a rendszert egy számítógép vezérli, ezért a motorosnak nincs szüksége kézzel való kuplungolásra és a váltást is végezheti vagy hagyományosan lábbal, vagy a kormányról kapcsolók segítségével.

### Alváz
Az FJR1300 vázát alumíniumötvözetből gyártják.

### Elektromos rendszer
Szabványos, 12 voltos elektromos rendszer.

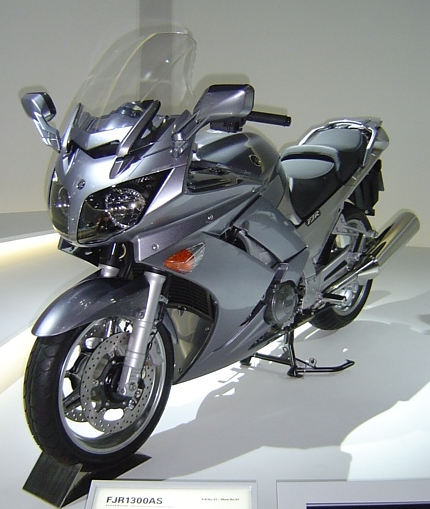
Yamaha FJR1300

## Műszaki adatok(FJR1300/A/AE/AS)
|                                                     | FJR1300                                              | FJR1300A                                             | FJR1300AE/AS                                         |
| --------------------------------------------------- | ---------------------------------------------------- | ---------------------------------------------------- | ---------------------------------------------------- |
| Motor                                               | 1298 cc, folyadékhűtéses, 4 ütemű, soros, 4 hengeres | 1298 cc, folyadékhűtéses, 4 ütemű, soros, 4 hengeres | 1298 cc, folyadékhűtéses, 4 ütemű, soros, 4 hengeres |
| Furat mérete                                        | 79 x 66.2mm                                          | 79 x 66.2mm                                          | 79 x 66.2mm                                          |
| Maximális teljesítmény                              |                                                      | 105.5 kW (143.5 PS) @ 8,000 rpm                      | 105.5 kW (143.5 PS) @ 8,000 rpm                      |
| Maximális nyomaték                                  |                                                      | 134.4 Nm (13.7 kg-m) @ 7,000 rpm                     | 134.4 Nm (13.7 kg-m) @ 7,000 rpm                     |
| Tömörítési arány                                    | 10.8:1                                               | 10.8:1                                               | 10.8:1                                               |
| Üzemanyagellátás: Elektronikus benzinbefecskendezés | Elektronikus benzinbefecskendezés                    | Elektronikus benzinbefecskendezés                    | Elektronikus benzinbefecskendezés                    |
| Kenési rendszer                                     | Nedves karteres olajozás                             | Nedves karteres olajozás                             | Nedves karteres olajozás                             |
| Gyűjtás                                             | TCI (Digital)                                        | TCI (Digital)                                        | TCI (Digital)                                        |
| Erőátvitel                                          | 5 sebességes                                         | 5 sebességes                                         | automata                                             |
| Teljes hosszúság                                    | 2230 mm (87.8 in)                                    | 2230 mm (87.8 in)                                    | 2230 mm (87.8 in)                                    |
| Teljes szélesség                                    | 770 mm (30.3 in)                                     | 770 mm (30.3 in)                                     | 770 mm (30.3 in)                                     |
| Teljes magasság                                     | 1245 mm (49 in)                                      | 1245 mm (49 in)                                      | 1245 mm (49 in)                                      |
| Seat magasság                                       | 818 mm (32.2 in)                                     | 818 mm (32.2 in)                                     | 818 mm (32.2 in)                                     |
| Hasmagasság                                         | 140 mm (5.5 in)                                      | 140 mm (5.5 in)                                      | 140 mm (5.5 in)                                      |
| Tengelytávolság                                     | 1539 mm (60.6 in)                                    | 1539 mm (60.6 in)                                    | 1539 mm (60.6 in)                                    |
| Száraz tömeg                                        |                                                      | 264 kg                                               | 268 kg                                               |
| Első fék                                            | Dupla hidraulikus                                    | Dupla hidraulikus                                    | Dupla hidraulikus                                    |
| Hátsó fék                                           | Szimpla hidraulikus                                  | Szimpla hidraulikus                                  | Szimpla hidraulikus                                  |
| Első gumi                                           | 120/70-ZR17                                          | 120/70-ZR17                                          | 120/70-ZR17                                          |
| Hátsó gumi                                          | 180/55-ZR17                                          | 180/55-ZR17                                          | 180/55-ZR17                                          |
| Tank                                                | 25 Litres                                            | 25 Litres                                            | 25 Litres                                            |
| Színek                                              |                                                      |                                                      |                                                      |